# Ernst Kircher
Ernst Kircher (* 1940 in Jagsthausen) ist ein deutscher Physikdidaktiker.
Kircher war nach seinem Lehramts- und Physikstudium sechs Jahre am Institut für die Pädagogik der Naturwissenschaften (IPN) in Kiel tätig, vor allem in der Curriculumentwicklung für die Sekundarstufe 1. Im Jahre 1977 promovierte er. Seit 1978 arbeitet er an der Universität Würzburg in der Lehrerausbildung. Wissenschaftliche Schwerpunkte sind unter anderem die Alltagsvorstellungen von Grundschulkindern, Analogien im Physikunterricht sowie wissenschaftstheoretische Grundlagen der Physikdidaktik. Seine Habilitation erfolgte 1994.

## Publikationen
- Als Co-Autor: Physikdidaktik: Eine Einführung, Springer, Berlin/Heidelberg 2001, ISBN 9783642567896
- Studien zur Physikdidaktik. IPN, Kiel 1995, ISBN 9783890880983
- Als Co-Autor: Unterricht Physik: Materialien zur Unterrichtsvorbereitung, Aulis-Verlag Deubner, Köln 1981, ISBN 9783761405109
- Dissertation: Der Modellbegriff und seine Bedeutung für die Physikdidaktik, Kiel, Universität, Fachbereich Mathematik und Naturwissenschaften, OCLC 54863158
- Als Co-Autor: Das Nur-Elektronen-Modell, IPN, Kiel, in: Zur Didaktik der Physik und Chemie, Sonderdruck 1975

| Personendaten    | Personendaten              |
| ---------------- | -------------------------- |
| NAME             | Kircher, Ernst             |
| KURZBESCHREIBUNG | deutscher Physikdidaktiker |
| GEBURTSDATUM     | 1940                       |
| GEBURTSORT       | Jagsthausen                |